# Dipartimento del Lemano

Stemma di Ginevra nell'Impero napoleonico

Il dipartimento del Lemano (in francese Département du Léman, lemɑ̃) era il nome di un dipartimento della Prima Repubblica francese e poi del Primo Impero francese con capoluogo Ginevra. Il nome era dovuto al lago Lemano (in francese: Lac Léman), spesso impropriamente chiamato lago di Ginevra. Istituito nel 1798 a seguito dell'annessione della repubblica di Ginevra alla Francia, il dipartimento del Lemano includeva anche distretti che precedentemente facevano parte del dipartimento del Monte Bianco (Savoia settentrionale e la zona di Gex nell'Ain).  Il territorio del dipartimento è attualmente diviso tra il cantone svizzero di Ginevra e il dipartimento francese dell'Alta Savoia.

## Suddivisione amministrativa
Il dipartimento era suddiviso nei seguenti arrondissement e cantoni (situazione al 1812):
- Ginevra, cantoni: Carouge, Chêne-Thônex, Collonge, Frangy, Ginevra (3 cantoni), Gex, Reignier e Saint-Julien.
- Bonneville, cantoni: Bonneville, Chamonix, Cluses, Megève, La Roche, Sallanches, Samoëns, Taninges e Viuz-en-Sallaz.
- Thonon, cantoni: Douvaine, Évian, Saint-Jean-d'Aulps e Thonon.

Nel 1812 aveva una popolazione di 210.478 abitanti, con una superficie di circa 280.000 ettari (2.800 km²).